# イヴァン・ペトロフ (バス歌手)
イヴァン・イヴァノヴィチ・ペトロフ（ロシア語: Иван Иванович Петров, ラテン文字転写: Ivan Ivanovich Petrov、本名ハンス・クラウゼ Ханс Краузе,Khans Krauze、1920年2月29日 - 2003年12月26日）はソビエト連邦、ロシアのオペラ及び室内楽の歌手（バス）、音楽教師、俳優。

## 概要
イルクーツクのロシア化したドイツ人の家系に生まれ出生時の名前は「ハンス・クラウゼ」と言う。1930年、一家を挙げてモスクワに移住する（その後、父親は収容所に送られ行方不明となり続いて母親も流刑に処された）。少年時代はスポーツに熱中していたが、彼の声に注目した教師に勧められて声楽の勉強を始める。1938年から1941年にかけてグラズノフ記念音楽学校でバリトン歌手のアナトリー・ミネーエフに師事し、在学中からモスクワ国立アカデミーフィルハーモニー主催の演奏会やイワン・コズロフスキーのオペラ・アンサンブルの公演に参加していた。音楽学校卒業後、1942年11月から1943年4月にかけて前線慰問団に参加し、ブリャンスク戦線、ヴォルホフ戦線で演奏を行った。前線より戻った後、コズロフスキーの勧めでボリショイ劇場のオーディションを受け合格し、同劇場のソリストとして1970年まで活躍することとなる。1947年、ある公演でスターリンに注目されるが、ドイツ系の姓をスターリンが嫌ったため、以降は妻（ボリショイ劇場のバレリーナだった）の姓である「ペトロフ」を名乗った。同年、プラハで開催された第1回世界青年学生祭典の声楽コンクールで優勝し、1949年の第2回祭典（ブダペスト開催）でも続けて優勝している。
1950年代から1960年代にかけて全盛期を迎え、1950年、1951年と連続してスターリン賞を受賞する。1954年にはパリ・オペラ座から招かれて『ボリス・ゴドゥノフ』のタイトル・ロール、『ファウスト』のメフィストフェレスの二役を歌い絶賛され、同劇場の名誉会員の称号を授与された。1964年にミラノ・スカラ座にボリショイ劇場が出張公演した際には、公演後、感激したシャリアピンの娘から父親がボリスを演じる時に付けていた指環を贈られている。美しく深い声、卓越した演技力、舞台映えする長身（190cm）により聴衆を魅了したが、一方で練習嫌いな面があり、ショスタコーヴィチの『ステパン・ラージンの処刑』初演ではゲネプロに参加せずグロマツキーにソリストを交代させられている。
1970年、糖尿病に起因する発声障害を起こし、ボリショイ劇場の舞台から退く。その後は室内楽の歌手や声楽教師、ボリショイ劇場の声楽コンサルタント、ラジオ番組の司会などを務めた。また、俳優として東部劇『首無し騎兵』などに出演している。1997年に回想録『ボリショイ劇場での四半世紀』を執筆、その他にも音楽関係の評論やエッセイを遺した。
2003年12月26日にモスクワで没しクンツェヴォ墓地に埋葬された。

## 主な録音
以下はメロディア録音。
オペラ
- ヴェルディ：アイーダ（ラムフィス役、メリク＝パシャーエフ指揮、1953年6月5日録音）
- ヴェルディ：ドン・カルロス（フィリップ2世役、アセン・ナイデノフ（英語版）指揮、1964年録音）
- ヴェルディ：リゴレット（モンテローネ伯爵役、サモスード指揮、1947年録音）
- グノー：ロメオとジュリエット（キャピュレット卿役、ネボルシン指揮、1948年録音）
- グリンカ：イヴァン・スサーニン（スサーニン役、ハイキン指揮、1960年録音）
- グリンカ：ルスランとリュドミラ（ルスラン役、コンドラシン指揮、1954年録音）
- シャポーリン：デカブリスト（ロシア語版）（ベストゥージェフ＝リューミン役、メリク＝パシャーエフ指揮、1954年録音）
- チャイコフスキー：エフゲニー・オネーギン（グレーミン役、ハイキン指揮、1955年録音）
- チャイコフスキー：マゼッパ（コチュベイ役、ネボルシン指揮、1949年録音）
- フレンニコフ：嵐の中へ（ロシア語版）（レーニン役、プロヴァトロフ指揮）
- ボロディン：イーゴリ公（タイトル・ロール、エルムレル指揮、1969年録音）
- ムソルグスキー：ボリス・ゴドゥノフ（タイトル・ロール、メリク＝パシャーエフ指揮、1962年録音）
- ムラデリ：十月（Октябрь）抜粋（レーニン役、スヴェトラーノフ指揮、1962年録音）
- ラフマニノフ：アレコ（アレコ役、ゴロワノフ指揮、1950年11月29日録音）
- リムスキー＝コルサコフ：サルタン皇帝の物語（皇帝サルタン役、ネボルシン指揮、1958年12月21日録音）
- リムスキー＝コルサコフ：見えざる街キーテジと聖女フェヴローニヤの物語（ユーリー・フセヴォロドヴィチ役、ネボルシン指揮、1956年7月30日録音）

その他
- ヴェルディ：レクイエム（メリク＝パシャーエフ指揮、1960年6月12日録音）
- シャポーリン：オラトリオ『ロシア国土防衛の物語（Сказание о битве за Русскую землю）』（スヴェトラーノフ指揮）
- ショスタコーヴィチ：オラトリオ『森の歌』（2種：ムラヴィンスキー指揮、ユルロフ（ロシア語版）指揮）
- プロコフィエフ：十月革命20周年記念のためのカンタータ（コンドラシン指揮）
- ベートーヴェン：交響曲第9番『合唱付き』（ガウク指揮）
- ロマンス集（グリンカ、チャイコフスキー、リムスキー＝コルサコフ他）
- ロシア民謡集（『トロイカ』、『栄えある海、聖なるバイカル』他）
- ソビエト連邦の愛国歌（『祖国の歌』、『レーニンは我々と共に』、『党は我等の舵取り』他）

## 映画出演
- エフゲニー・オネーギン（1958年、オペラ映画） - グレーミン役
- 十月（1963年） - レーニン役
- ポルタヴァ（1969年） - コチュベイ役
- 首無し騎兵（1973年） - ゼブ・スタンプ役

## 受賞
- 1947年：第1回世界青年学生祭典（プラハ）声楽コンクール 第1位
- 1949年：第2回世界青年学生祭典（ブダペスト）声楽コンクール 第1位
- 1950年：スターリン賞 第2席 - チャイコフスキーのオペラ『マゼッパ』（コチュベイ役）の演技に対して
- 1951年：スターリン賞 第1席 - ムソルグスキーのオペラ『ホヴァーンシチナ』（ドシフェイ役）の演技に対して
- 1951年：ロシア・ソビエト連邦社会主義共和国功労芸術家
- 1955年：ロシア・ソビエト連邦社会主義共和国人民芸術家
- 1959年：ソ連人民芸術家
- 1967年：レーニン勲章